# Phrynops williamsi
Phrynops williamsi is een schildpad uit de familie slangenhalsschildpadden (Chelidae).

## Naam en indeling
De wetenschappelijke naam van de soort werd voor het eerst voorgesteld door Anders Gunnar Johannes Rhodin en Russell Alan Mittermeier in 1983. De soortaanduiding williamsi is een eerbetoon aan de Amerikaanse herpetoloog Ernest Edward Williams (1914 - 1998). Williams was curator van de reptielenafdeling bij het Harvard Museum of Natural History dat een onderdeel is van de Harvard-universiteit.

## Uiterlijke kenmerken
De schildpad bereikt een maximale rugschildlengte tot 35 centimeter, de mannetjes blijven echter aanzienlijk kleiner tot 20 cm. Het schild is plat en ovaal van vorm en is op zijn breedst op het midden aan de zevende en achtste marginaalschilden. Op het midden van het schild is geen opstaande lengtekiel aanwezig, wel is soms de achterzijde van het schild wat verhoogd. De marginaalschilden hebben een stekelachtige punt aan de buitenrand en een gelige randkleur. De kleur van het schild is donkerbruin tot met een gele strepentekening op de schildplaten. De wervelschilden zijn allemaal breder dan lang, het eerste wervelschild is het grootst.
Het buikschild is wit tot geel of grijs van kleur en relatief breed. Sommige exemplaren hebben vage vlekjes maar meestal is de kleur uniform. De plastronformule is als volgt: fem > intergul >< an > abd >< pect >< hum > gul.
De kop is smal in vergelijking met verwante soorten, de kaken hebben geen punt of inkeping. De oogkleur is geel, onder de kin zijn twee kegelvormige baarddraden aanwezig. De kop en poten zijn donkerbruin van kleur, aan de bovenzijde van de kop is een lichtere tot gele brede lengtestreep aanwezig op het midden. Aan de zijkanten van de kop zijn twee zwarte lengtestrepen aanwezig, met in het midden hiervan een gele streep. De voorpoten dragen vijf klauwen, de achterpoten vier, tussen de tenen en vingers zijn sterk ontwikkelde zwemvliezen aanwezig. De zolen en palmen hebben en zwarte kleur, de zwemvliezen zijn oranje tot rood. Aan de voorzijde van de schenen zijn stekelachtige uitsteeksels gelegen die waarschijnlijk dienen om tegen gladde stenen te kunnen klimmen.
Mannetjes zijn van vrouwtjes te onderscheiden door een langere en dikkere staart en hun geringere lichaamslengte.

## Levenswijze

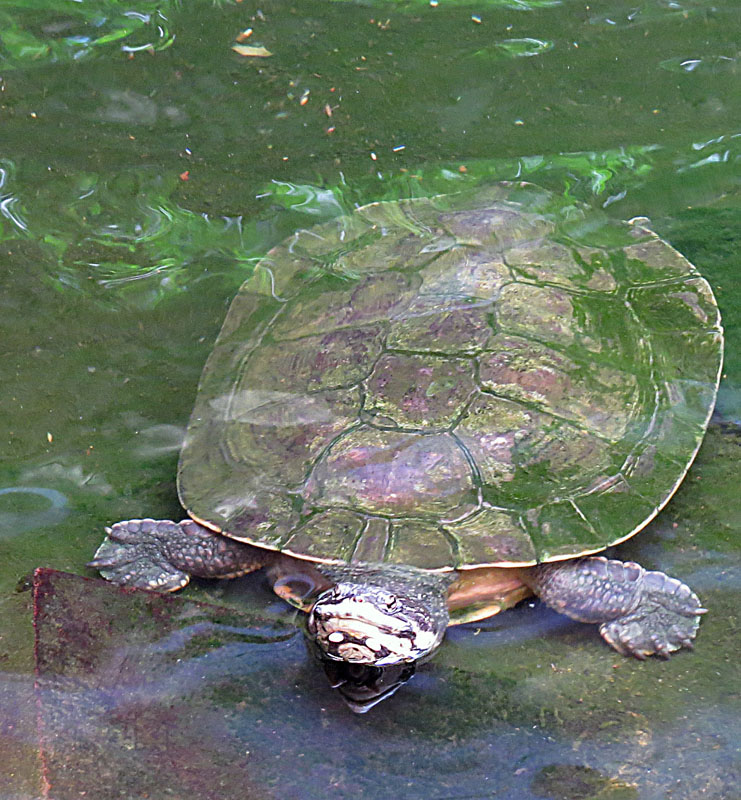
De habitat bestaat uit snel stromende wateren met een stenige bodem, afgebeeld is een exemplaar uit de omgeving van Puerto Iguazú, Argentinië.

Phrynops williamsi is hoofdzakelijk een carnivoor, op het menu staan voornamelijk weekdieren zoals tweekleppigen die door de platte kaakranden gemakkelijk kunnen worden gekraakt.
De vrouwtjes zetten van november tot december ongeveer negen eieren af die een witte kleur en een harde schaal hebben. De eieren zijn ongeveer 32 millimeter breed en 34 mm lang en bijna rond van vorm. De juvenielen kruipen ongeveer vier maanden later uit het ei en hebben een rugschildlengte van ongeveer 35 mm. De schildplaten aan het rugschild dragen ieder een zwarte vlek en de gele lijnentekening van de kop heeft bij jongere dieren een meer oranje tot rode kleur.

## Verspreiding en habitat
Phrynops williamsi komt voor in delen van Zuid-Amerika en leeft in de landen Brazilië, Uruguay, Argentinië en Paraguay. De habitat bestaat uit snel stromende, heldere rivieren met een stenige of rotsige ondergrond. Wateren met een zachte modderbodem, waar veel verwante schildpadden een voorkeur voor hebben, worden vermeden. De soort is aangetroffen op een hoogte van ongeveer tachtig tot duizend meter boven zeeniveau.

## Bedreiging en bescherming
De schildpadden worden nauwelijks bejaagd door de lokale bevolking, in tegenstelling tot verwante soorten. Een belangrijke bedreiging vormt het aanleggen van dammen door de mens. Hierdoor ontstaan stilstaande wateren die niet geschikt zijn als habitat. Ook is beschreven dat veel dieren de dood vinden door van damranden af te vallen in een poging om andere biotopen te betreden. Door de internationale natuurbeschermingsorganisatie IUCN is de beschermingsstatus 'kwetsbaar' toegewezen (Vulnerable of VU).